# Вірменська церква Сурб Урбат
Вірменська церква Сурб Урбат 1702 р. (в ім׳я св. Параскеви П׳ятниці) входить до списку об׳єктів культурної спадщини  АР Крим. Постанова Ради Міністрів УРСР від 06.09.1979 № 442.
Дата заснування: XIV-XV ст.

## Історія
В селі Тополівці (колишні Топти, Топли, Топлу) Бєлогорського району Автономної республіки Крим збереглись залишки двох вірменських церквов, які відносяться до XIV ст.
Одна з них Сурб Урбат (св.П׳ятниці) знаходиться на південно-східній околиці села Тополівка. Ця давня споруда  являє собою найцікавіший зразок середньовічного християнського зодчества в Криму, і свідчить про колись  численне вірменське  населення  цієї місцевості. Цей висновок відповідає свідченням середньовічних вірменських джерел. 
Церква Сурб Урбат розташована на невисокому  пагорбку. Точна дата заснування церкви невідома, хоча напис  вірменською на західній стіні церкви свідчить про її відбудову у 1702 році: “Сей божественный прославленный храм, Что есть образ армянского народа, Заново возобновлен с основ Данью милостью крымской земли, Во имя святой девы пятничной Под начальством Акоба – мудрого учителя И надзирательством магдеси Иоаннеса И магдеси Айгина из Кафы, Руками каменщиков Григора и Тонакакна, В наслаждение священника тер Вардана, Дьякона Саргиса в лета 1151 армянского (1702)”. Відновлення церкви у 1702 році  дозволяє орієнтовно віднести її  заснування до  XIV-XV ст.., тобто до періоду, коли вірменська  колонія Криму переживала найвищий розквіт. Це припущення підтверджується і тим, що на території села Тополівки, ще збереглись хачкари (хрест-каміння)  з вірменськими написами XIV-XVI століть, що в свою чергу свідчить про наявність багатолюдного вірменського населення в селі в той період. Служба у церкві Сурб Урбат  припинилась наприкінці XVIII століття, після виселення християн із півострова. Згідно свідчень О.В. Суворова з селища Топли у 1778 році було виселено 212 вірмен. На самому початку  XIX століття  село було заселено греками, переселенцями із Малої Азії.

## Сучасність
Сьогодні церква знаходиться в аварійному стані. Споруда потребує  невідкладної і  якнайшвидшої реставрації. В 1999-2000 роках завалилися західні частини склепіння і  покрівлі. Кам׳яні  блоки склепіння, що впало, знаходяться всередині  церкви. На північній стіні  утворилась глибока тріщина. Тріщини різних розмірів наявні й  на інших стінах. Природно, що в таких умовах процес руйнування збільшується швидкими темпами, що невдовзі призведе до повного руйнування цієї середньовічної пам׳ятки.

## Світлини

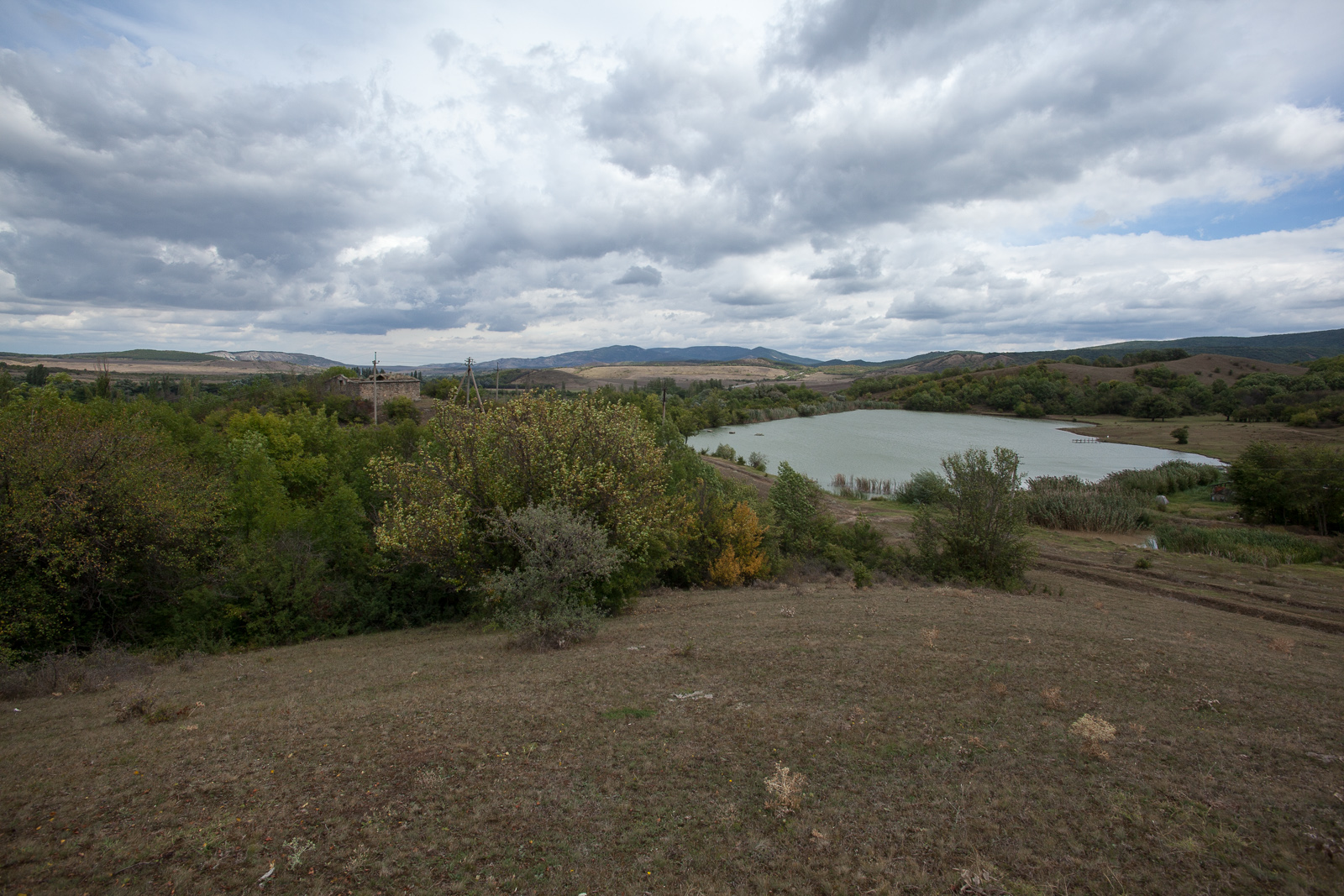
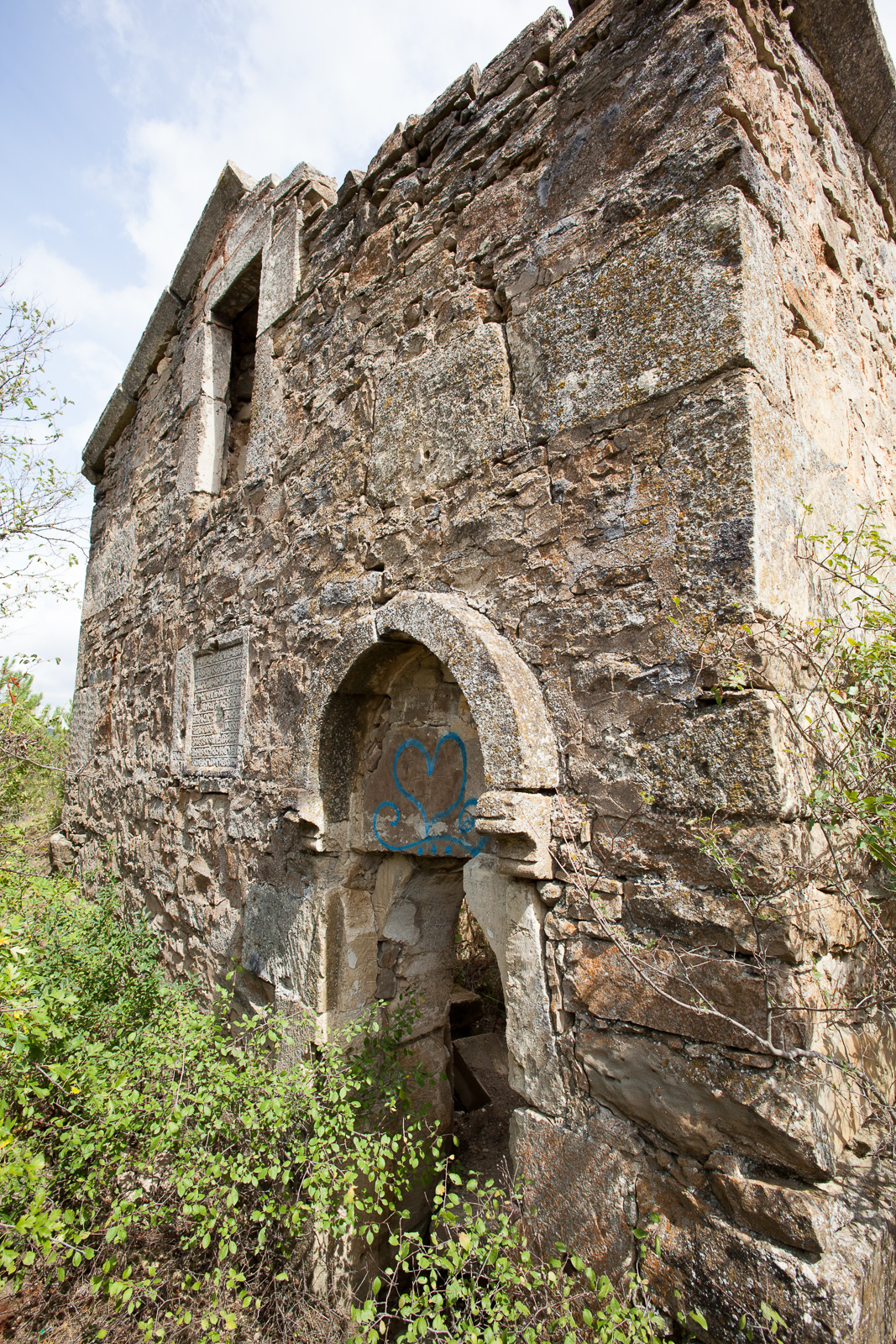
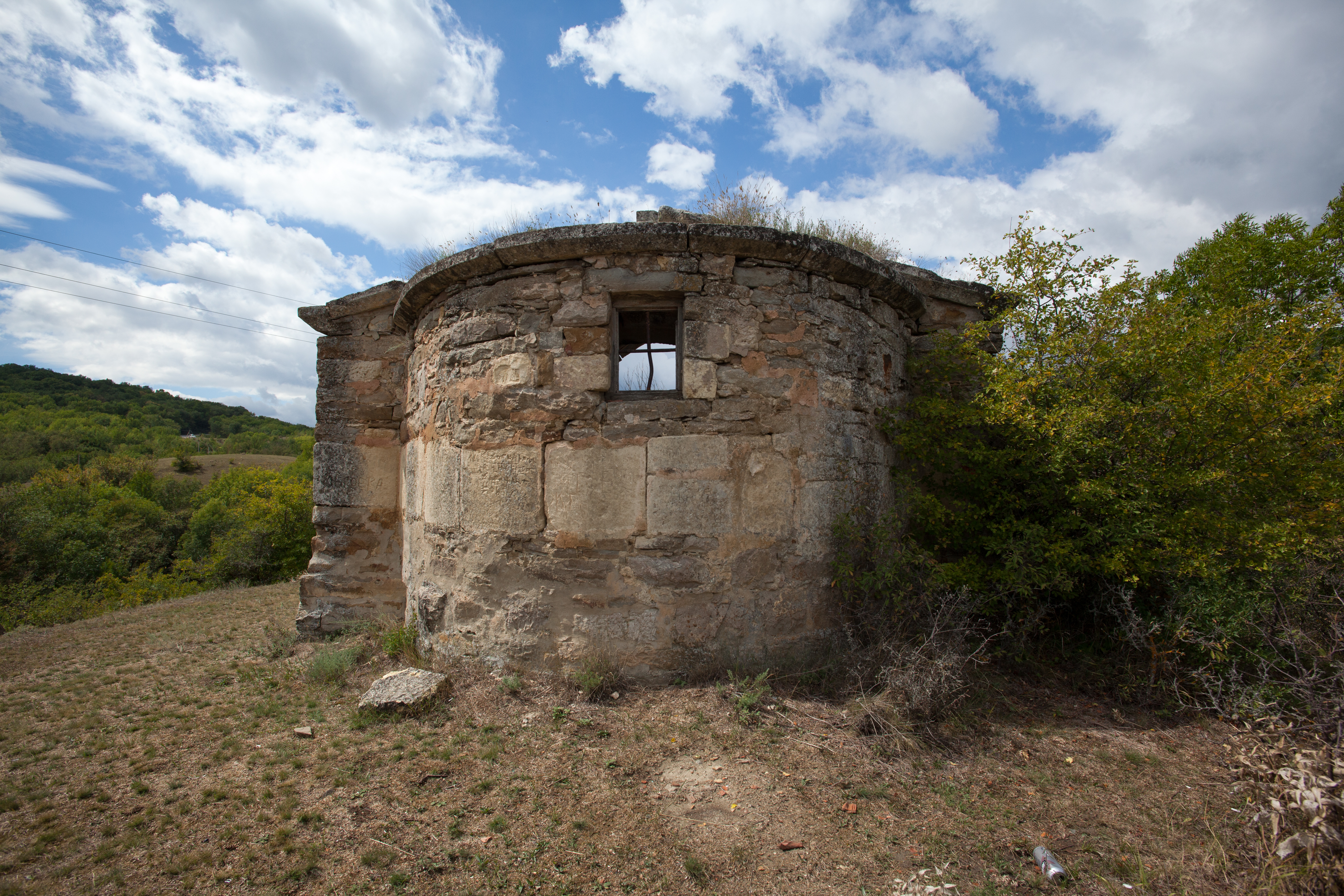
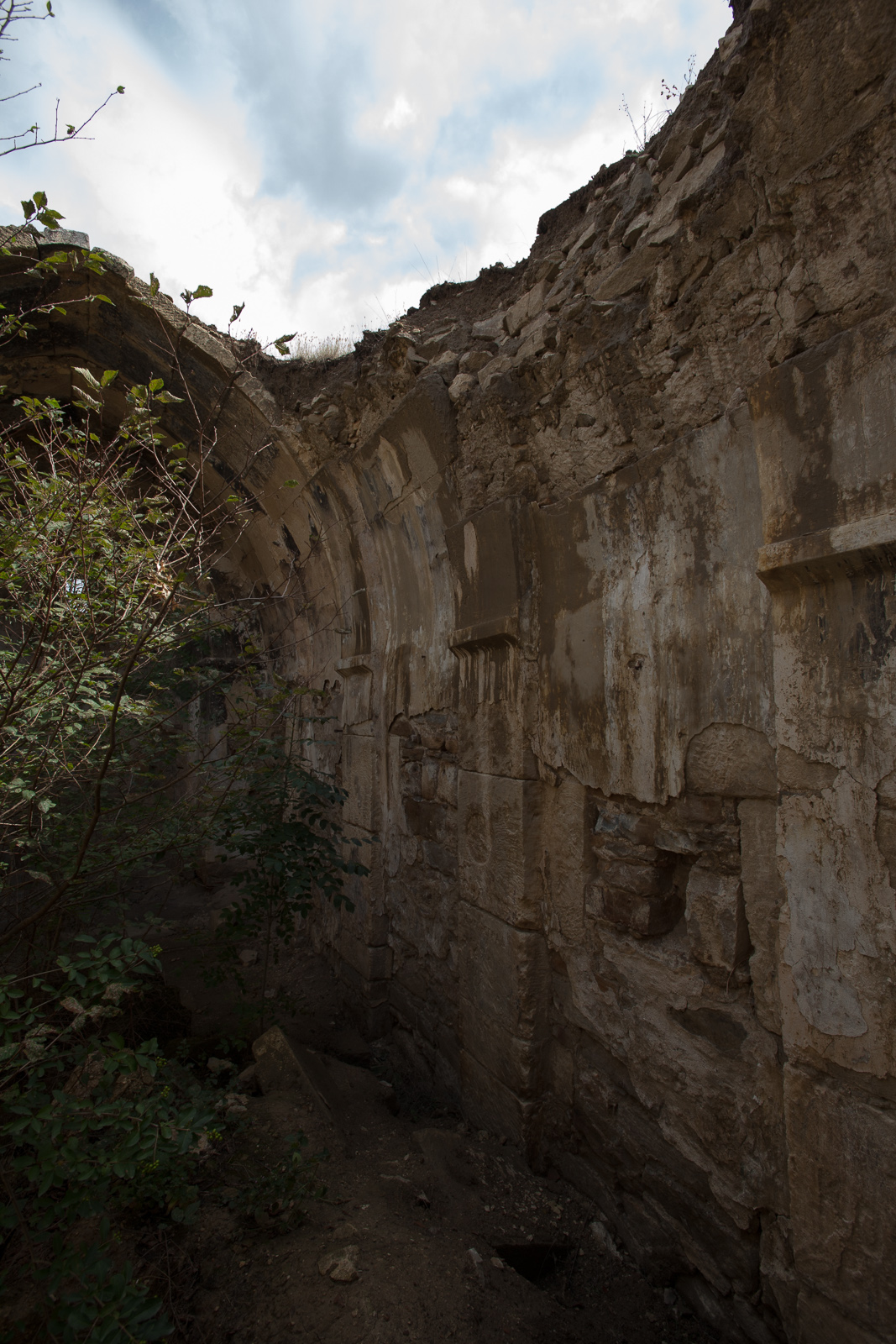
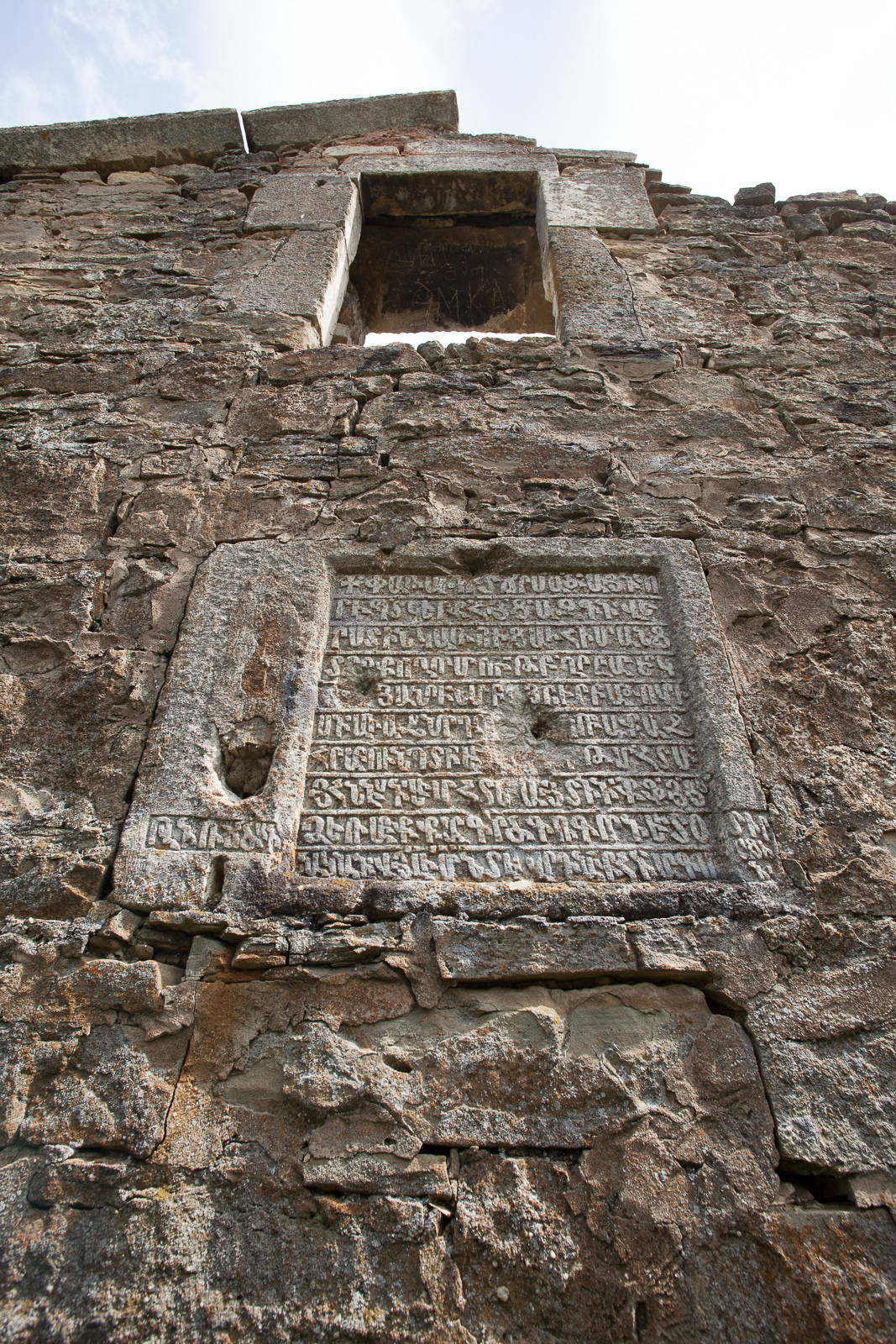